# David Bell (calciatore 1984)
David Anthony Bell (Wellingborough, 21 gennaio 1984) è un allenatore di calcio ed ex calciatore irlandese, di ruolo centrocampista.

## Carriera

### Club
Nella stagione 2000-2001 all'età di 16 anni viene ingaggiato dal Rushden & Diamonds, con cui a fine stagione vince il campionato di National League, conquistando quindi la promozione in League Two: in questa sua prima stagione gioca solamente una partita in FA Trophy, mentre nella stagione 2001-2002 gioca la sua prima partita in campionato (oltre che da professionista); nella stagione 2002-2003, all'età di 18 anni, diventa titolare, contribuendo con 30 presenze e 3 reti alla vittoria del campionato di quarta divisione; l'anno seguente segna un gol in 37 partite in terza divisione, mentre nella stagione 2004-2005, disputata nuovamente in quarta serie dopo la retrocessione dell'anno precedente, realizza 3 reti in 40 presenze, a cui ne aggiunge altre 3 in 14 presenze nella prima metà della stagione 2005-2006, nella quale dopo 140 presenze e 10 reti in partite ufficiali (120 presenze e 10 reti in campionato, 8 presenze in FA Cup, 4 presenze in Coppa di Lega, 5 presenze nel Football League Trophy ed una presenza in FA Trophy) viene ceduto al Luton Town, club di seconda divisione, con cui dal gennaio del 2006 al termine della stagione 2005-2006 gioca 9 partite in campionato. L'anno seguente diventa titolare fisso, andando a segno per 3 volte in 34 presenze; nella stagione 2007-2008, disputata in Football League One (terza divisione) a seguito della retrocessione dell'anno precedente, segna invece 4 reti in 32 presenze. Nel finale di stagione trascorre inoltre un periodo in prestito al Leicester City, con cui gioca 6 partite in seconda divisione.
Nell'estate del 2008 cambia nuovamente club, accasandosi al Norwich City: nel gennaio del 2010, dopo 19 presenze ed un gol nel campionato di seconda divisione, passa al Coventry City, club della medesima categoria, con la cui maglia nella seconda metà della stagione realizza un gol in 9 presenze. Rimane agli Sky Blues anche nei successivi 3 campionati di seconda divisione, con un bilancio totale di 78 presenze e 4 reti in campionato, oltre che nella Football League One 2012-2013, in cui gioca solamente 7 partite, arrivando così ad un totale di 98 presenze e 6 reti in gare ufficiali con la maglia del Coventry City (comprendendo anche 4 presenze ed un gol nelle coppe nazionali). Trascorre poi la stagione 2013-2014 al Notts County, in terza divisione, mentre nella stagione 2014-2015 gioca in Southern Football League (settima divisione) con i semiprofessionisti del King's Lynn Town.
Nel 2016, dopo 2 anni di inattività, viene ingaggiato dal Corby Town in Northern Premier League (settima divisione) con il doppio ruolo di vice allenatore e di giocatore (giocherà 2 partite in tutta la stagione 2016-2017); nel maggio del 2017, complice l'esonero dell'allenatore Gary Mills, Bell viene promosso ad allenatore per la parte finale della stagione.

### Nazionale
Nel 2003 ha partecipato ai Mondiali Under-20.
L'8 febbraio 2005 esordisce in Under-21 subentrando dalla panchina nella partita di qualificazione agli Europei di categoria persa per 2-0 in trasferta contro i pari età del Portogallo; gioca la sua seconda ed ultima partita il successivo 2 giugno, in un'altra partita di qualificazione agli Europei, pareggiata per 2-2 in casa contro i pari età di Israele.

## Palmarès

### Club

#### Competizioni nazionali
- Campionato inglese di quarta divisione: 1

Rushden & Diamonds: 2002-2003
- Conference League: 1

Rushden & Diamonds: 2000-2001